# Avenida Costanera (Concepción)
La Avenida Costanera es una de las arterias viales del Gran Concepción, que une las comunas de Concepción, Chiguayante, Hualpén y Talcahuano. Se ubica en la zona surponiente de la comunas de Hualpén y Concepción, circundando la ribera norte del Río Biobío.

## Historia
La avenida se proyectó en los años 1960, junto con otros ejes viales, luego del que la zona fuera afectada por el Terremoto de Valdivia de 1960.
Esto fue reimpulsado con el Plan de Recuperación de la Ribera Norte del Biobío que fue presentado en 1994.
- La primera etapa (Avenida Jorge Alessandri - Calle Esmeralda) fue concretada en el marco del proyecto que pretendía construir el Puente Llacolén, para darle una mayor conectividad al Gran Concepción.
- La segunda etapa (Avenida Jorge Alessandri - Avenida Gran Bretaña - Avenida Acceso a Puente N.º 4) fue construida en el marco del proyecto para el mejoramiento vial de la comuna de Talcahuano.
- La tercera etapa (Calle Esmeralda - Calle Pascual Binimelis), fue construida en el marco del proyecto para el mejoramiento vial de Chiguayante.
- Se proyecta conectar Chiguayante a este importante eje vial.

## Ubicación y Trayecto
La avenida comienza en la comuna de Talcahuano, en la unión con la Avenida Acceso a Puente N.º 4. Luego cruza la Rotonda Areneras en que se enlaza con Avenida Gran Bretaña, en el sector de Peñuelas en la comuna de Hualpén. 
Sigue hasta Avenida Jorge Alessandri en donde se encuentra un enlace tipo trébol, para luego continuar por la ribera norte del Río Biobío, pasando por debajo del Puente Ferroviario Biobío en Concepción.
Continúa su trayecto por debajo del Puente Llacolén con el cual está enlazado. En este tramo central se aleja un poco del borde ribereño, para dar cabida al Parque Costanera y al Teatro Pencopolitano. Luego hay un paso inferior al Puente Bicentenario Presidente Patricio Aylwin Azócar, con el cual está enlazado para luego dar paso a una conexión semaforizada con calle Esmeralda. Prosigue por el borde del Barrio Pedro de Valdivia.
Continúa por el lado de la Planta de Agua Potable La Mochita, y cruza un puente que fue cuidadosamente diseñado, sobre la bocatoma de la planta de agua potable. Sigue bordeando el río hasta llegar al sector Lonco Oriente en la comuna de Chiguayante, en donde se conecta con la calle Pascual Binimelis, luego de pasar por el cruce ferroviario del mismo nombre.
Entre Avenida Gran Bretaña y el puente Llacolén existen cuatro carriles (dos por sentido), separados por un bandejón central.
Entre el puente Llacolén y calle Esmeralda existen 6 carriles, aunque parte del carril que está más cerca del río Biobío está temporalmente suprimido para mejorar el acceso al puente mecano.
Entre calle Esmeralda y calle Pascual Binimelis, existen dos carriles que son orientados según el horario (vía reversible).

## Prolongaciones
- Por el norte:
  - Avenida Acceso a Puente N.º 4 y Avenida Gran Bretaña
- Por el sur:
  - Avenida 8 Oriente y Avenida O'Higgins (Chiguayante)

- Datos: Q5713495